# Diócesis de Oberá
La diócesis de Oberá (en latín: Dioecesis Oberensis) es una circunscripción eclesiástica de la Iglesia católica en Argentina. Se trata de una diócesis latina, sufragánea de la arquidiócesis de Corrientes. Desde el 24 de septiembre de 2015 su obispo es Damián Santiago Bitar.

## Territorio y organización

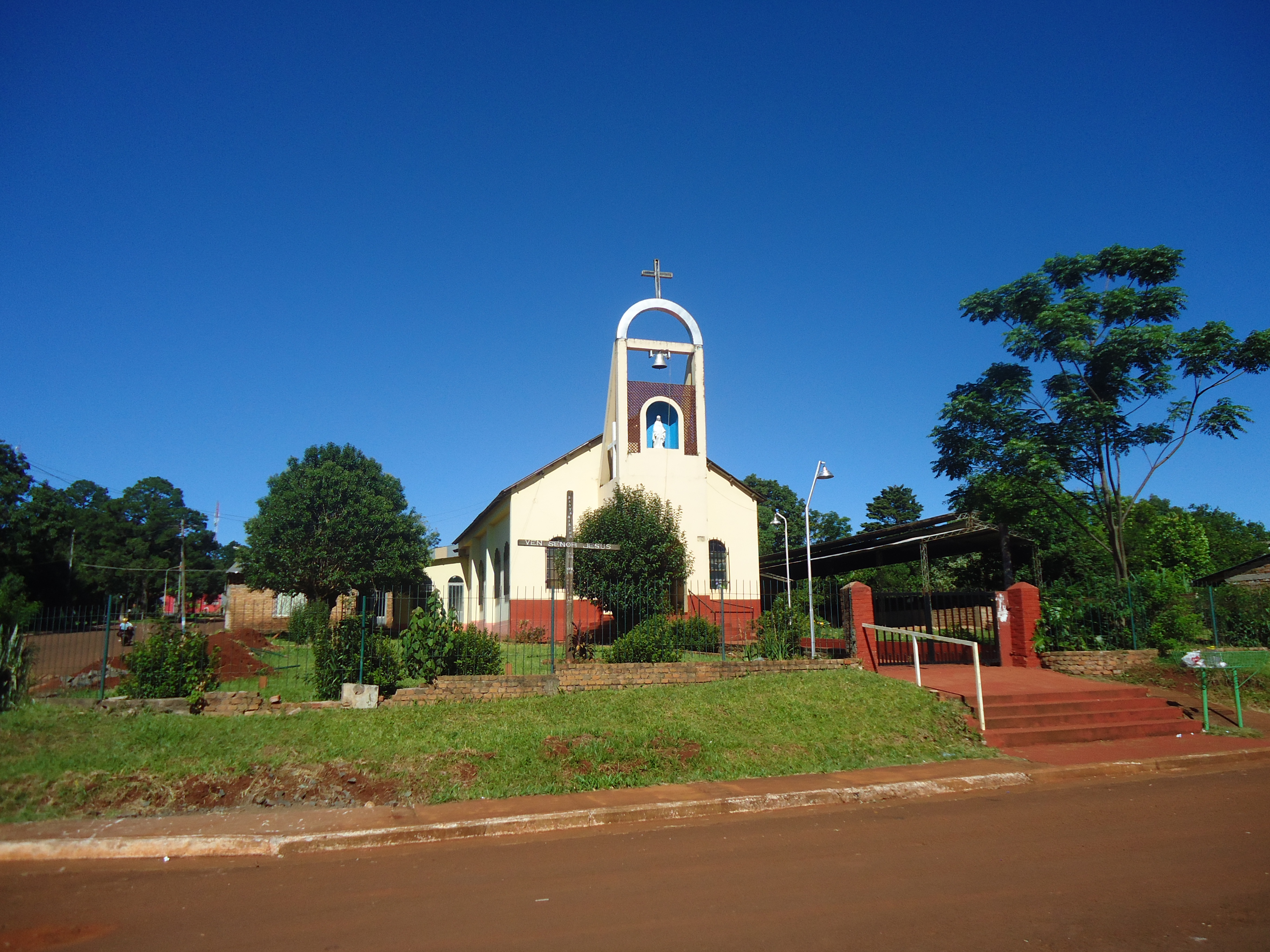
Iglesia Virgen de Luján, en Guaraní (Misiones)

La diócesis tiene 8717 km² (de los cuales 6780 km² fueron segregados de la diócesis de Posadas y 2342 km² de la diócesis de Puerto Iguazú) y extiende su jurisdicción sobre los fieles católicos de rito latino residentes en la provincia de Misiones en los departamentos de: Cainguás, Oberá, San Javier, 25 de Mayo (desmembrados de la diócesis de Posadas) y el departamento Guaraní (desmembrado de la diócesis de Puerto Iguazú). 
La sede de la diócesis se encuentra en la ciudad de Oberá, en donde se halla la Catedral de San Antonio de Padua.
En 2021 en la diócesis existían 18 parroquias agrupadas en dos decanatos: Norte Obispo Joaquín Piña con 8 parroquias, y Sur Obispo Víctor Arenhardt con 8 parroquias y 1 vicaría. En el territorio de la diócesis se encuentran dos parroquias de la eparquía de Santa María del Patrocinio en Buenos Aires de la Iglesia greco-católica ucraniana.

## Historia
El 13 de junio de 2009 el papa Benedicto XVI erigió la diócesis de Oberá, con territorios desmembrados de las diócesis de Posadas y de Puerto Iguazú mediante la bula Valde solliciti. Además, nombró a Víctor Selvino Arenhardt como primer obispo de esa nueva circunscripción eclesiástica.
El 15 de agosto de 2009 Arenhardt recibió los atributos por parte de Adriano Bernardini, nuncio apostólico en Argentina como representante del papa Benedicto XVI, en una ceremonia realizada en el Parque de las Naciones y a la cual acudieron más de seis mil personas.
En la noche del 17 de mayo de 2010 falleció Víctor Arenhardt en un accidente de tránsito sobre la Ruta Nacional 12, en cercanías de la localidad de Caraguatay, al norte de la provincia de Misiones. Junto a Arenhardt viajaba el sacerdote Hugo Staciuk, canciller de la curia diocesana, quien también falleció en el acto. Los restos de ambos sacerdotes fueron velados en la catedral San Antonio de Padua, lugar donde fue sepultado luego Arenhardt. En tanto, el presbítero Staciuk fue enterrado en el cementerio de Oberá.
El 4 de diciembre de 2010 fue puesto en funciones Damián Santiago Bitar como nuevo obispo de la diócesis de Oberá.

## Estadísticas
Según el Anuario Pontificio 2022 la diócesis tenía a fines de 2021 un total de 198 521 fieles bautizados.
| Año                                                                             | Población            | Población | Población      | Sacerdotes | Sacerdotes    | Sacerdotes    | Bautizados por sacerdote | Diáconos permanentes | Religiosos | Religiosos | Parroquias |
| Año                                                                             | Bautizados católicos | Total     | % de católicos | Total      | Clero secular | Clero regular | Bautizados por sacerdote | Diáconos permanentes | Varones    | Mujeres    | Parroquias |
| ------------------------------------------------------------------------------- | -------------------- | --------- | -------------- | ---------- | ------------- | ------------- | ------------------------ | -------------------- | ---------- | ---------- | ---------- |
| 2009                                                                            | 200 000              | 270 000   | 74.1           | 27         | 10            | 17            | 7407                     | 15                   |            |            | 17         |
| 2012                                                                            | 203 800              | 275 100   | 74.1           | 26         | 6             | 20            | 7838                     | 24                   | 20         | 19         | 17         |
| 2013                                                                            | 205 700              | 277 000   | 74.3           | 27         | 6             | 21            | 7618                     | 25                   | 21         | 21         | 17         |
| 2016                                                                            | 189 000              | 270 000   | 70.0           | 27         | 9             | 18            | 7000                     | 27                   | 18         | 20         | 18         |
| 2019                                                                            | 195 000              | 280 300   | 69.6           | 29         | 12            | 17            | 6724                     | 28                   | 17         | 13         | 18         |
| 2021                                                                            | 198 521              | 313 923   | 63.2           | 30         | 11            | 19            | 6617                     | 26                   | 19         | 20         | 18         |
| Fuente: Catholic-Hierarchy, que a su vez toma los datos del Anuario Pontificio. |                      |           |                |            |               |               |                          |                      |            |            |            |

Dependen de la diócesis 7 institutos religiosos, un instituto secular y 10 centros educativos, dos asilos de ancianos y uno para discapacitados.

## Episcopologio

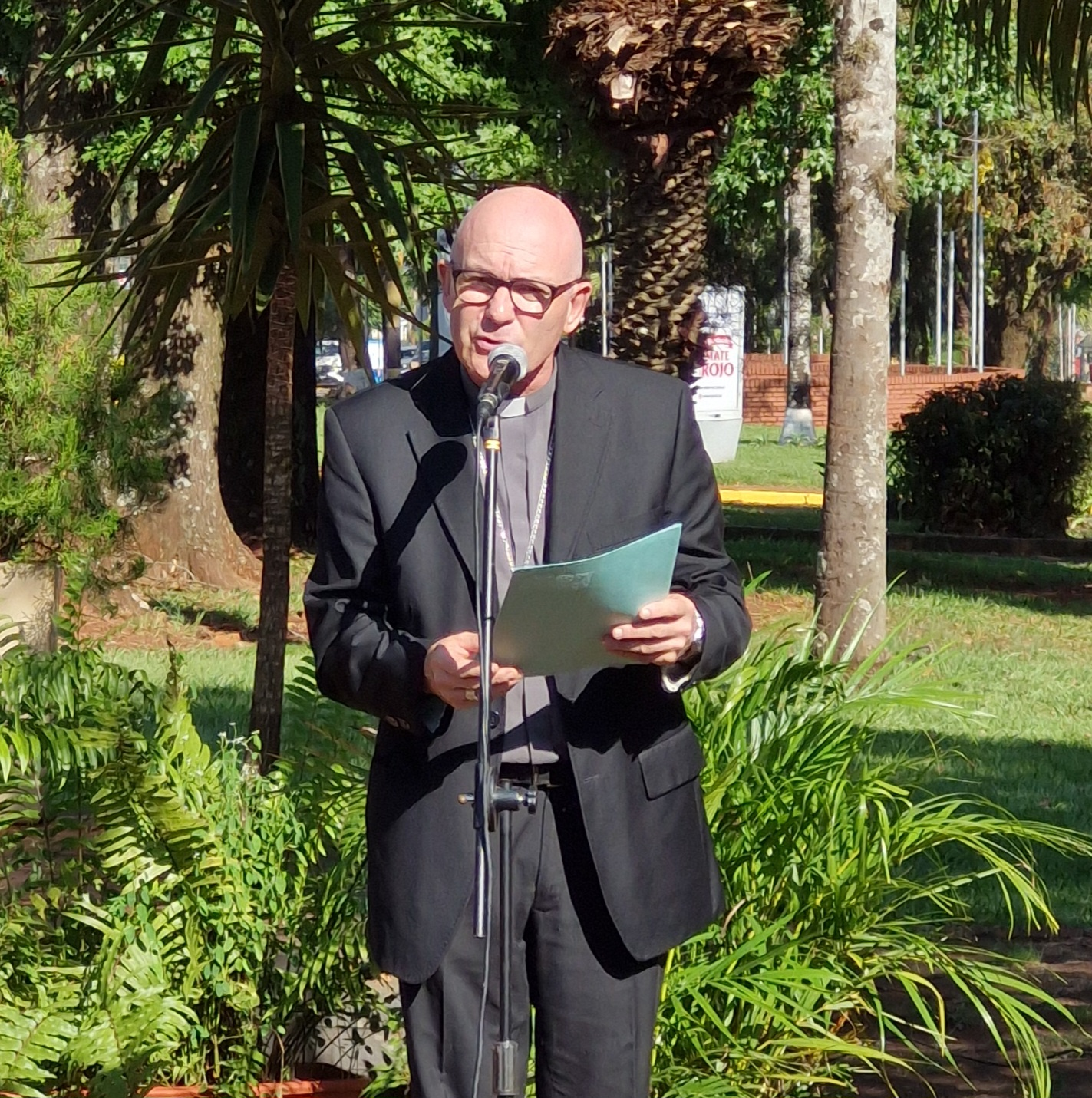
Damián Bitar en 2025.

- Víctor Selvino Arenhart † (13 de junio de 2009-17 de mayo de 2010 falleció)
- Damián Santiago Bitar, desde el 26 de octubre de 2010